# Héctor Tuja
Héctor Tuja (Montevideo, 6 de março de 1960) é um ex-futebolista profissional uruguaio, que atuava como goleiro.

## Carreira
Héctor Tuja se profissionalizou no Central Español.

## Seleção
Héctor Tuja integrou a Seleção Uruguaia de Futebol na Copa América de 1987, sendo campeão.

## Títulos
Uruguai
- Copa América: 1987